# Aeroportul Ngloram
Aeroportul Ngloram (IATA: CPF, ICAO: WRSC) este un aeroport din Java Centrală, Indonezia.
Situat la o altitudine de 45 m, aeroportul dispune de o singură pistă.